# Wielersport op de Olympische Zomerspelen 2020 – Koppelkoers vrouwen
De koppelkoers voor vrouwen op de Olympische Zomerspelen 2020 vond plaats op vrijdag 6 augustus 2021 in de Velodroom van Izu.  Dit onderdeel werd voor het eerst gehouden. 

## Resultaten
| rang   | naam                                    | land             | punten |
| ------ | --------------------------------------- | ---------------- | ------ |
| Goud   | Laura Kenny Katie Archibald             | Groot-Brittannië | 78     |
| Zilver | Amalie Dideriksen Julie Leth            | Denemarken       | 35     |
| Brons  | Maria Novolodskaja Goelnaz Chatoentseva | Russische ploeg  | 26     |
| 4      | Amy Pieters Kirsten Wild                | Nederland        | 22     |
| 5      | Clara Copponi Marie Le Net              | Frankrijk        | 19     |
| 6      | Daria Pikulik Wiktoria Pikulik          | Polen            | 9      |
| 7      | Georgia Baker Annette Edmondson         | Australië        | 9      |
| 8      | Elisa Balsamo Letizia Paternoster       | Italië           | 2      |
| 9      | Megan Jastrab Jennifer Valente          | Verenigde Staten | 1      |
| 10     | Jolien D'hoore Lotte Kopecky            | België           | -18    |
| 11     | Jessie Hodges Rushlee Buchanan          | Nieuw-Zeeland    | -40    |
| 11     | Franziska Brauße Lisa Klein             | Duitsland        | -40    |
| 13     | Emily Kay Shannon McCurley              | Ierland          | DNF    |
| 13     | Yumi Kajihara Kisato Nakamura           | Japan            | DNF    |
| 13     | Pang Yao Leung Bo Yee                   | Hongkong         | DNF    |

2020: Katie Archibald & Laura Kenny ·
2024: Chiara Consonni & Vittoria Guazzini